# Новозбудоване
Новозбудо́ване — село в Україні, у Чупахівській селищній громаді Охтирського району Сумської області. Населення становить 266 осіб. Колишній орган місцевого самоврядування — Лантратівська сільська рада.

## Географія
Село Новозбудоване знаходиться на відстані до 2-х км від сіл Будне, Борзівщина і Лантратівка. До села примикає кілька лісових масивів (дуб). Поруч проходить автомобільна дорога Т 1918.

## Історія
1779 рік - перша згадка про те, що село Новопостроєне належить поручику Зоричу.
За даними на 1864 рік у казенному селі Новопостроєне (Чортівка) Олешанської волості Лебединського повіту Харківської губернії мешкала 398 осіб (188 чоловічої статі та 210 — жіночої), налічувалось 67 дворових господарств.
За переписом 1897 року кількість мешканців зросла до 751 особи (387 чоловічої статі та 364 — жіночої), з яких всі — православної віри.
5 червня 2025 року Постановою Верховної Ради України № 4483-ІХ «Про перейменування окремих населених пунктів, назви яких містять символіку російської імперської політики або не відповідають стандартам державної мови» село Новопостроєне перейменовано на Новозбудоване. 18 червня 2025 року перейменування набуло чинності.